# ملعب هلسنكي الأولمبي

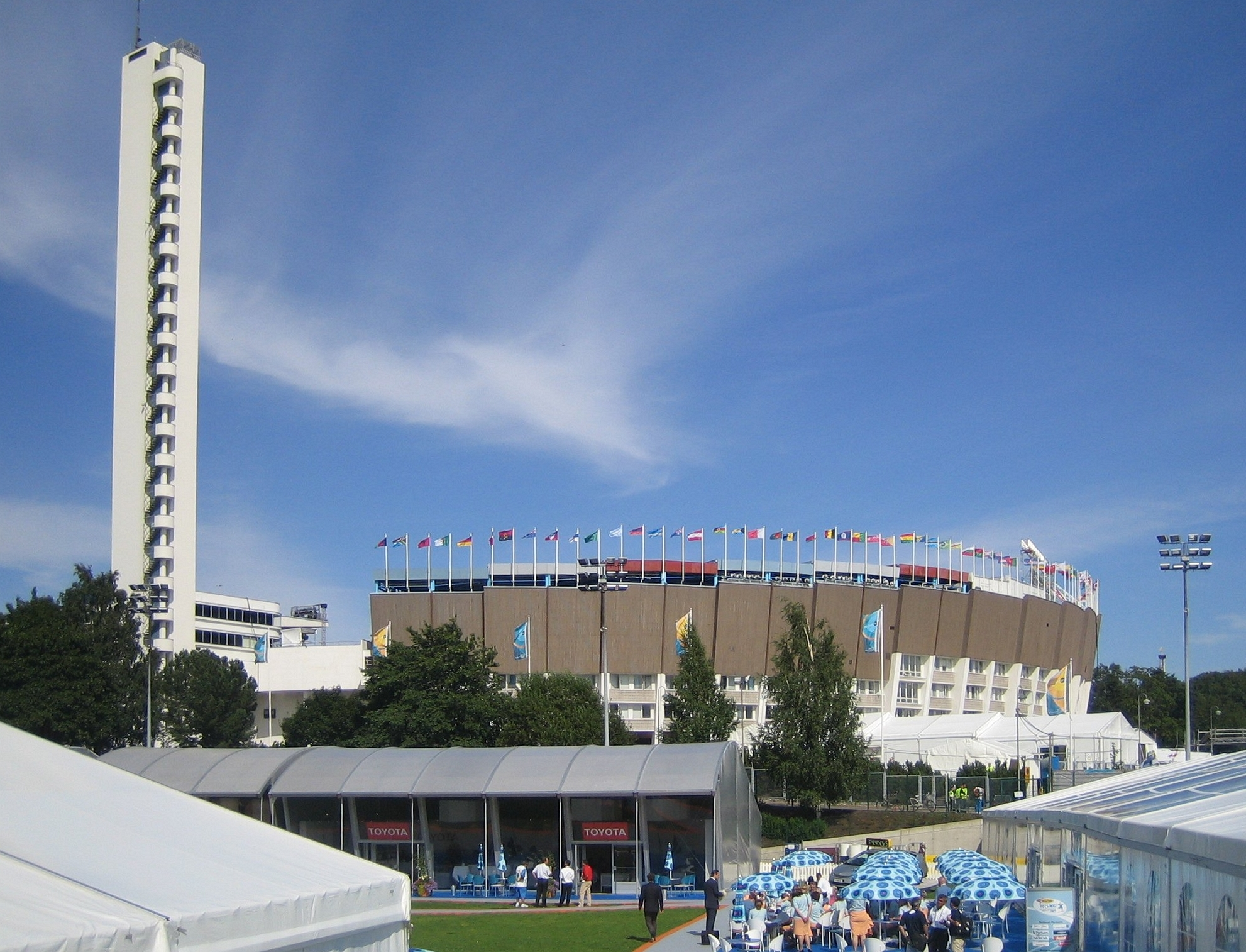

ملعب هلسنكي الأولمبي هو ملعب متعدد الاستخدام يقع في هلسنكي عاصمة فنلندا. غالبا ما يتم استخدامه لمباريات كرة القدم. يسع الملعب لجلوس 40 ألف متفرج. يعتبر الملعب الرسمي الذي يخوض فيه منتخب فنلندا مبارياته الدولية. تم افتتاح الملعب في سنة 1938 ثم تم تجديده في سنة 2005.
استضاف ملعب هلسنكي الأولمبي بطولة أوروبا لألعاب القوى في الأعوام 1971 و 1994 و 2012. أعيد افتتاح الملعب في أغسطس 2020 بعد 4 سنوات من التجديد.